# 나라와촌
나라와촌(楢葉村)은 지바현 기미쓰군에 일찍이 존재했던 촌이다. 현재의 소데가우라시에 해당한다.

## 역사
- 1889년 4월 1일 - 정촌제 시행에 의해 모다군 나라와촌이 성립하였다.
- 1897년 4월 1일 - 모다군이 통합에 의해 기미쓰군이 되었다.
- 1932년 7월 1일 - 간노촌과 합병해, 쇼와정이 신설되어, 동일 나라와촌은 폐지되었다.

## 교통

### 철도
- 일본국유철도 (→ 동일본 여객철도)
  - 가사라즈선

### 도로
- 가사라즈 가도 (현재의 국도 제127호선의 일부, 국도 제16호선)